# Palice
Palice – najwyższy szczyt Třebovskich stěn w Hřebečskim hřbecie. Leży w pobliżu wsi Skuhrov, niedaleko miasta Česká Třebová, na wysokości 613 m n.p.m. Jest pokryty gęstą roślinnością, więc nie ma z niego żadnego widoku na okolice.

## Nazwa
Nazwa prawdopodobnie pochodzi od skalnych wystających elementów znajdujących się w Třebovskich stěnach, które mogą z oddali przypominać maczugi (palici).